# Zavirre Carcereri
Zavire Annibale „Zavirre” Carcereri (ur. 12 kwietnia 1876 w Weronie, zm. 4 czerwca 1951 w San Bonifacio) – zapaśnik reprezentujący Włochy, uczestnik igrzysk w Sztokholmie w 1912 roku. Startował w turnieju zapaśników wagi średniej, gdzie doszedł do trzeciej rundy, wygrywając z Portugalczykiem Joaquimem Vitalem w pierwszej rundzie i przegrywając w drugiej ze Szwedem Mauritzem Anderssonem. Ostatecznie odpadł z turnieju po przegranej z Finem Augustem Jokinenem walce trwającej zaledwie dwie i pół minuty.